# Elektrownia wodna Struga

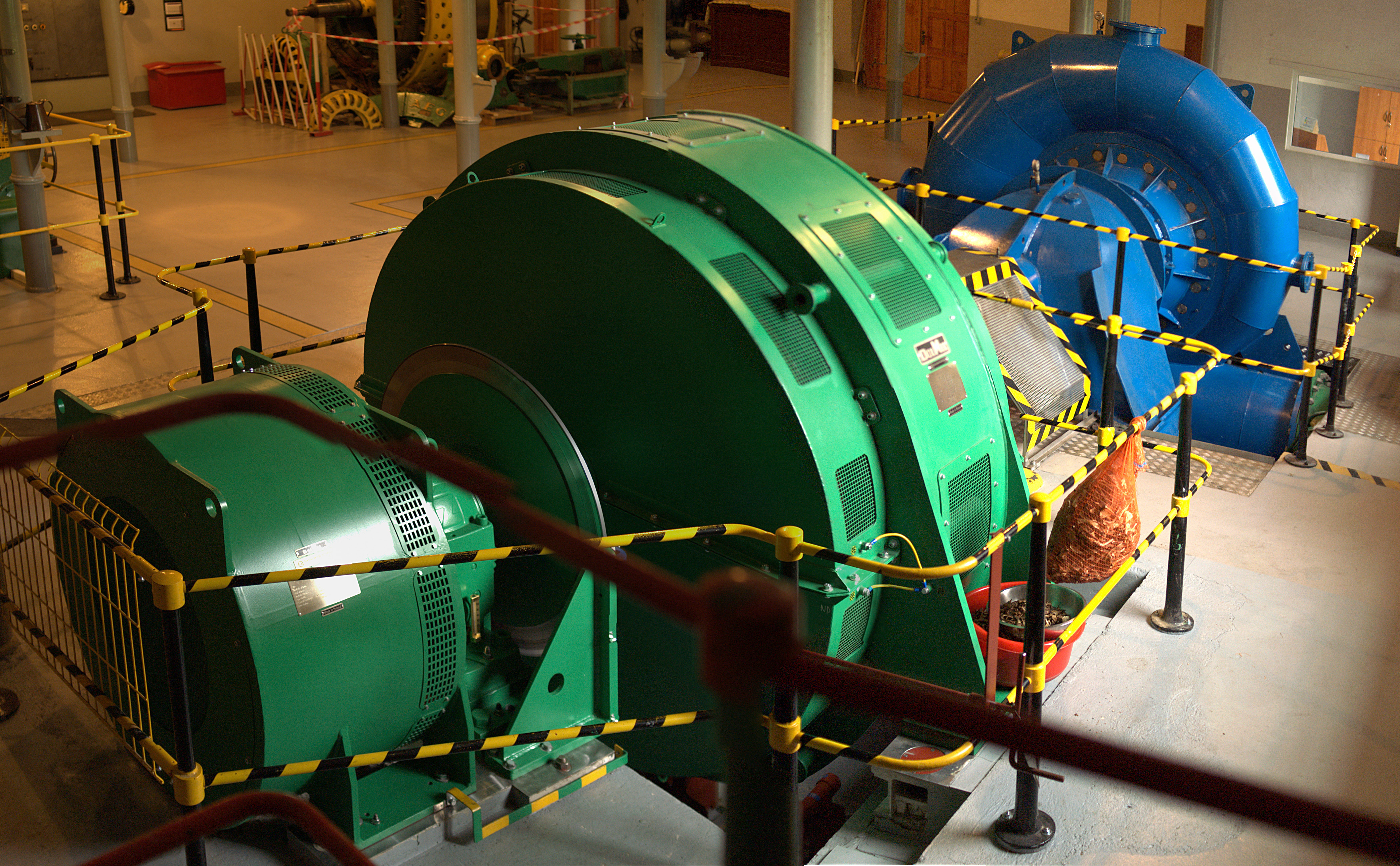
Turbogenerator

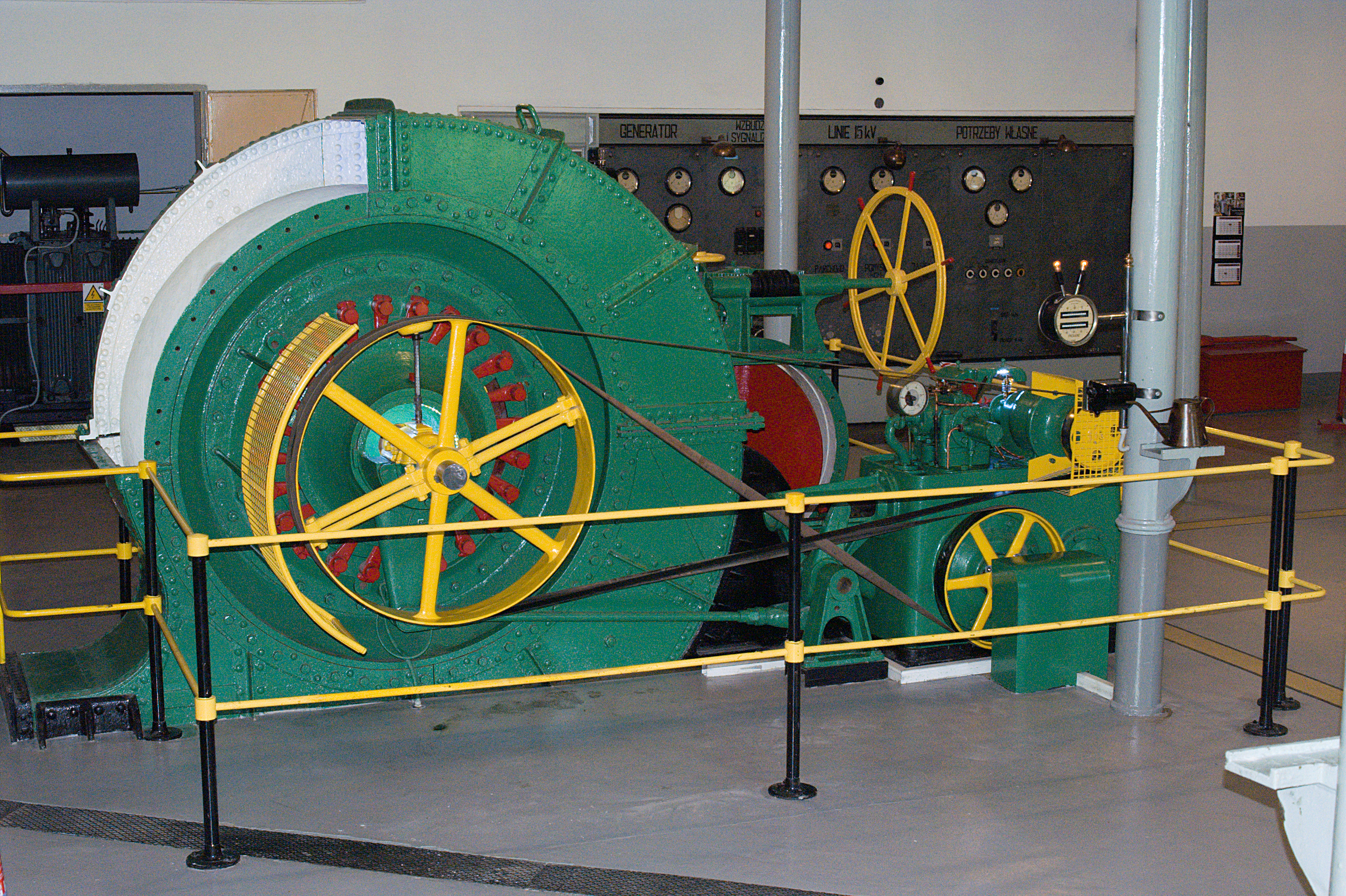
Stara turbina

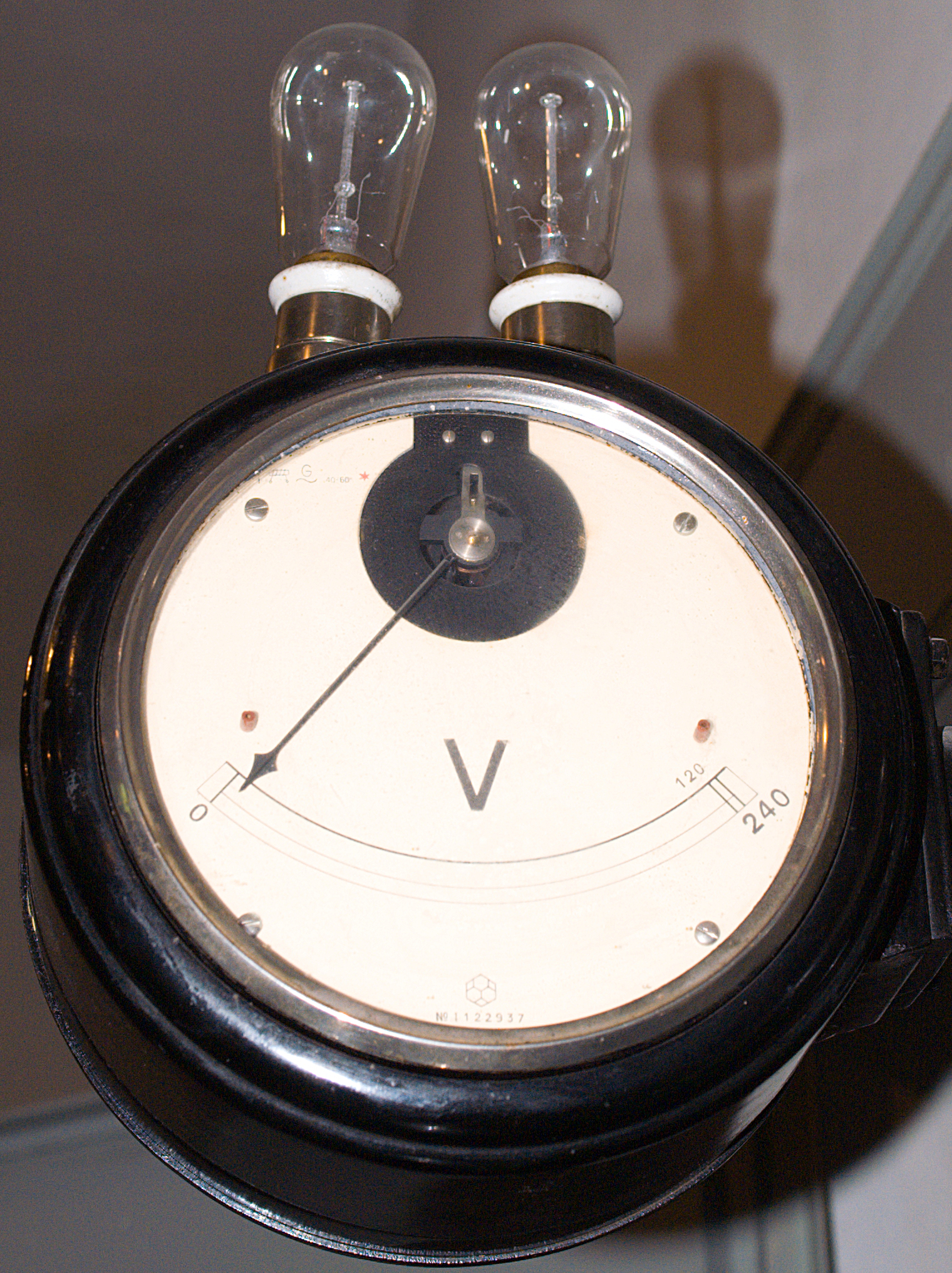
Żarówki z XIX w.

Elektrownia wodna Struga – mała elektrownia wodna w Strudze na Słupi; obiekt zabytkowy, wymieniony w wykazie unikatowych obiektów dziedzictwa kulturowego, znajdujących się pod opieką państwa. Elektrownia bywa uznawana za najstarszą elektrownię wodną na Słupi i najstarszy działający obiekt tego typu w Europie i jeden z najstarszych na świecie. Leży na Szlaku Elektrowni Wodnych dorzecza Słupi. Obsługuje ją trzecie pokolenie kaszubskiej rodziny Gliszczyńskich.

## Historia
Budowę rozpoczęto w 1890 r. Początkowo była młynem, następnie napędzała przez tunel pędnię znajdującego się powyżej tartaku i papierni, aż stała się elektrownią.

### Poważniejsze modernizacje
- 1951: zmiana drewnianego jazu na betonowy
- ok. 2009: wymiana turbiny
- 2012: wymiana generatora

## Dane techniczne

### Ogólne
- powierzchnia zlewni: 239 km²
- kanał doprowadzający wodę z jeziora Żukowskiego: długość 1850 m
- spad: 14,0 m
- obroty: 214,3 obr./min
- liczba par biegunów: 14
- trzy linie energetyczne 15 kV

### Aktualne
- moc zainstalowana – 320 kW
- turbina: Francisa typu TF-900 z 2009 r.[5]
- przepływ maksymalny – 2,7 m³/s
- moc maksymalna: 322 kW
  - średnica wirnika: 900 mm
- prądnica firmy DFME Wrocław używającej marki handlowej Dolmel typu GBBH-1728SX z 2012 roku[6]
  - moc: 525 kVA
  - napięcie: 8 kV
  - prąd 38 A
  - napięcie wzbudzenia: 61 V
  - prąd wzbudzenia: 200 A
  - masa:
    - wirnika: 8 210 kg
    - całkowita: 16 450 kg
- wzbudnica bezszczotkowa firmy DFME Wrocław używającej marki handlowej Dolmel typu WTB-990-160 z 2012 roku[7]
  - napięcie: 61 V
  - prąd: 200 A
  - napięcie wzbudzenia: 73 V
  - prąd wzbudzenia: 8,8 A
  - masa stojana: 690 kg
- elektroniczne sterowanie z awaryjnym zasilaniem z baterii akumulatorów 48 V.

### Przed modernizacją z 2012 roku[8]
- średni przepływ: 2,5 m³/s,
- przełyk instalowany – 2,73 m³/s,
- moc zainstalowana: 250 kW,
- turbina: Francisa firmy Schichau Elbląg z 1896 roku[5]
  - średnica wirnika: 900 mm
  - liczba łopatek:
    - wirnika: 20
    - kierownicy: 24
- prądnica: firmy AEG z 1920 roku
- wzbudnica prądu stałego firmy AEG typu NLH[7]** moc: 18,5 kW
  - napięcie: 115 V
  - prąd: 161 A
  - napięcie wzbudzenia: 115 V
- marmurowa tablica elektryczna z wskaźnikiem synchronizacji na żarówkach firmy Osram z włóknem węglowym sprzed 1900 roku.